# Sailing the Seas of Cheese
Sailing the Seas of Cheese è il secondo album in studio del gruppo statunitense Primus, pubblicato nel 1991 dalla Interscope Records.
I singoli estratti da questo album sono Jerry Was a Race Car Driver, che compare anche nella colonna sonora del primo episodio del videogame Tony Hawk's Pro Skater, Tommy the Cat e  Those Damned Blue-Collar Tweekers.

## Tracce
1. Seas of Cheese (Les Claypool) – 0:42
2. Here Come the Bastards (Claypool/Larry LaLonde/Tim Alexander) – 2:54
3. Sgt. Baker (Claypool/LaLonde/Alexander/Huth) – 4:16
4. American Life (Claypool/LaLonde/Alexander) – 4:32
5. Jerry Was a Race Car Driver (Claypool/LaLonde/Alexander) – 3:11
6. Eleven (Claypool/LaLonde/Alexander) – 4:19
7. Is it Luck (Claypool/LaLonde/Alexander) – 3:27
8. Grandad's Little Ditty (Claypool) – 0:37
9. Tommy the Cat (Claypool/Huth/LaLonde/Alexander) – 4:15
10. Sathington Waltz (Claypool) – 1:42
11. Those Damned Blue-Collar Tweekers (Claypool/LaLonde/Alexander) – 5:19
12. Fish On (Fisherman Chronicles, Chapter II) (Claypool/LaLonde/Alexander) – 7:45
13. Los Bastardos (Claypool) – 2:40

## Singoli
- Jerry Was a Race Car Driver
- Tommy the Cat
- Those Damned Blue-Collar Tweekers

## Formazione
- Les Claypool - voce, basso, contrabbasso, basso fretless 6 corde, clarinetto
- Larry LaLonde - chitarra, banjo 6 corde
- Tim Alexander - batteria